# Controlador de impresora
En informática, un controlador de impresora o driver de impresora es un software que convierte los datos a imprimir al formato específico de una impresora. El propósito de un controlador es permitirle imprimir a las aplicaciones, dejándolas aparte de los detalles técnicos de cada modelo de impresora.
Los controladores de impresora no deben confundirse con los “spoolers”, que encolan los trabajos a imprimir y los envían a la impresora uno detrás de otro.

## Los controladores de impresora en diferentes sistemas operativos

### UNIX
En sistemas UNIX, los controladores son usualmente implementados como filtros. Son comúnmente llamados “front end” del sistema de impresión, mientras que los spoolers constituyen el “back end”. Los back end son también utilizados para determinar los dispositivos disponibles. En el arranque, a cada back end se le pregunta por una lista de dispositivos que soporta, y por cualquier información disponible. Esto permite la unión paralela del back end con el spooler, por ejemplo, que una EPSON Stylus Color 600 esté conectada al puerto paralelo 1.

### MS-DOS
En MS-DOS, no ha habido controladores de impresión para el sistema ampliamente. Cada aplicación era comercializada con sus propios controladores de impresión, que eran esencialmente descripciones de los comandos de impresión. Las impresoras han proporcionado controladores para las aplicaciones más populares también. En suma a esto, las aplicaciones incluían herramientas para editar la descripción de la impresora, en caso de que no hubiese ningún controlador listo.

### Windows
En Windows, los drivers de las impresoras hacen uso de Graphics Device Interface (GDI, basado en PostScript) o Open XML Paper Specification (XPS). Las aplicaciones usan las mismos interfaces de programación de aplicaciones (API) para imprimir tanto por pantalla como en papel. Las impresoras que usan GDI nativamente son comúnmente llamadas Winprinters y son incompatibles con otros sistemas operativos.
Normalmente, el sistema operativo necesita saber las características de una impresora. Habitualmente esto se lleva a cabo mediante los ficheros PPD (PostScript Printer Description). Tienen la ventaja de ser independientes del sistema y que hay una amplia lista de ellos de libre acceso (Foomatic).
En los ficheros PPD también se pueden especificar tamaños de papel disponibles, configuraciones de memoria o el conjunto mínimo de fuentes para la impresora.

## Descripción de impresora PostScript
Por lo general, el sistema operativo tiene que conocer las características de una impresora. Los archivos PPD son la forma normal de suministrar esta información. Tienen la ventaja de ser independiente del sistema, y hay una gran base de datos de libre disposición de ellos, Foomatic.